# Chemin de fer Gland-Begnins
Le Chemin de fer électrique Gland–Begnins (GB) est un tramway qui a circulé entre Gland et Begnins dans le Canton de Vaud entre le  18 juin 1906 et le 23 mai 1954.

## Histoire
En 1858 la ligne ferroviaire entre Lausanne et Genève est mise en service par la Compagnie de l’Ouest-Suisse (qui deviendra par la suite le Jura-Simplon). Cette ligne longeant la rive du lac Léman, elle entraine l'émergence de nombreux projets visant à relier les localités du Pied-du-Jura à la voie de communication nouvellement créée. Ce mouvement participera à la création de plusieurs chemins de fer et tramways locaux, encouragés par un projet de chemin de fer régional entre Nyon et La Sarraz qui ne se réalisera jamais.
Les premiers contacts entre les communes de Gland, Begnins et Vich en vue de l'établissement d'une ligne de chemin de fer commencèrent en 1895. Ces collectivités fondèrent d'ailleurs en 1898 un comité d'initiative visant à la promotion du projet.
Avec l'aide de la nouvelle Société électrique de la Côte, la concession est obtenue à la fin de 1899. Après quelques difficultés, en particulier financières, les travaux commencent au début de l'année 1906 ; ils dureront six mois pour une longueur totale de 3.7 kilomètres. Le profil de la ligne est pour le moins difficile puisque les rampes atteignent 60 ‰ en dessous du village de Begnins, avec des courbes descendant à 40 mètres de rayon.
L'inauguration officielle a lieu le 13 juin 1906. Le premier incident survient à peine quelques mois plus tard, le 5 octobre, lorsqu'un wagon descend  seul la pente et déraille, sans faire de blessés. Quelques autres suivront au fil des années d'exploitation.
Le succès de la ligne est peu important, de sorte que la desserte sera allégée dès 1914. En 1927, à des fins d'économie, le service à un agent est introduit. Les comptes de la société sont déficitaires dès le début de la crise des années 1930. La Seconde Guerre mondiale cause une hausse momentanée de la fréquentation, qui repart toutefois à la baisse dès la fin des hostilités.
L'absence de réel investissement durant toutes ces années sera fatale à la ligne : au vu des montants nécessaires à la remise en état de l'ensemble, il est décidé de substituer un service routier au tramway. Ce dernier finit de circuler le 22 mai 1954.

## Service
Le service de la ligne varia relativement peu au cours des différentes périodes de son existence. Globalement, le mouvement général fut plutôt en direction d'une diminution de la desserte. En 1930, l'horaire comportait tout de même 13 allers-retours, faisant le trajet en 17 minutes, pour un prix d'un franc. La desserte était assurée entre 6h30 et 21h30 et permettait les correspondances en direction de Lausanne ou Genève.

## Matériel roulant
| Type           | Désignation | Numéro | Nombre de places assises ou charge utile | Année de construction | En service sur le GB | Fabricant | Remarque                                                                                     |
| -------------- | ----------- | ------ | ---------------------------------------- | --------------------- | -------------------- | --------- | -------------------------------------------------------------------------------------------- |
| Automotrices   | Ce 2/2      | 1-2    | 24                                       | 1906                  | 1906-1954            | MAN       |                                                                                              |
| Remorques      | C           | 11     | 15                                       | 1892                  | 1907-1954            | ACM       | Ancienne BC 8 du Neuchâtel-Cortaillod-Boudry, reprise par les Tramways neuchâtelois en 1902. |
| Wagon couvert  | K           | 3      | 5 t                                      | 1906                  | 1906-1954            | MAN       |                                                                                              |
| Wagon couvert  | L           | 4      | 5 t                                      | 1906                  | 1906-1954            | MAN       |                                                                                              |
| Fourgon postal | Z           | 21     | 1 t                                      | 1912                  | 1912-1954            | SWS       | Est transformé en wagon couvert par la compagnie.                                            |

## Anecdote
On notera que le tracé occupé à l'époque par la route cantonale dans le village de Begnins qui fut empruntée par le tramway et fut remplacée par une déviation en 1930 porte aujourd'hui encore le nom de Rue de l'Ancien Tram.